# ردلایش
ردلایش (به آلمانی: Reddelich) یک شهر در آلمان است که در باد دوبران-لاند واقع شده‌است. ردلایش ۸۹۴ نفر جمعیت دارد.